# Förstakammarvalet i Sverige 1910
Förstakammarvalet i Sverige 1910 var ett val i Sverige. Valet var ett indirekta val där förstakammarens ledamöter röstades fram av valmän (elektorer) som utsetts av landstingen och i de städer som inte hade något landsting av stadsfullmäktige.
För att möjliggöra proportionella val var landstingen uppdelade i fem valkretsar. En valkrets röstade varje år så att det blev en kontinuerlig rotation av ledamöterna istället för att hela kammaren bytes ut.
Valet 1910 hölls i andra valkretsgruppen som bestod av: Stockholms läns valkrets, Blekinge läns valkrets, Malmö stads valkrets, Skaraborgs läns valkrets och Gävleborgs läns valkrets.  I valet deltog 256 valmän och 24 riksdagsledamöter utsågs.

## Valresultat
| Parti                | Parti                      | Partiledare            | Röster | Röster | Mandatfördelning | Mandatfördelning |
| Parti                | Parti                      | Partiledare            | Antal  | +−     | Antal            | +−               |
| -------------------- | -------------------------- | ---------------------- | ------ | ------ | ---------------- | ---------------- |
|                      | Allmänna valmansförbundet  | Gustaf Fredrik Östberg | 166    | -25    | 14               | -                |
|                      | Frisinnade landsföreningen | Ernst Beckman          | 64     | +22    | 7                | -                |
|                      | Socialdemokraterna         | Hjalmar Branting       | 25     | +25    | 3                | -                |
|                      | Övriga                     |                        | 1      | -24    | 0                | -                |
| Antal giltiga röster | Antal giltiga röster       | Antal giltiga röster   | 256    | -2     | 24               |                  |

- Den övriga rösten gick till den Fria gruppen och mottogs i Malmö stads valkrets.